# Bollnäs folkhögskola
Bollnäs folkhögskola är en folkhögskola som ligger i Bollnäs och ägs av Region Gävleborg. Skolan ligger relativt centralt i Bollnäs, ca 1 km från resecentrum.  Skolan grundades först som Bollnäs högre folkskola 1879, men omvandlades år 1886 till Bollnäs folkhögskola efter att Ecklesiastikminister Carl Hammarskjöld menat att skolan var mer lik en folkhögskola än en högre folkskola. Som den enda folkhögskolan i Sverige tog Bollnäs folkhögskola enbart in kvinnliga studenter mellan 1928-1955.

## Utbildningar
På skolan finns följande kurser:
- Allmän kurs
- Musiklinjen (jazz, klassisk, singer-songwriter, folkmusik, komposition, ljudteknik/musikproduktion)
- Skrivarlinjen
- Trädgårdsutbildning
- IT-tekniker